# Lüdersdorfova vila
Lüdersdorfova vila je sídelní vila v Žatci, která byla postavena v roce 1884 podle návrhu architekta Josefa Petrovského v novorenesančním slohu na adrese Komenského alej 672, pro zdejšího podnikatele a majitele továrny na výrobu kartonu a papírových krabic Moritze Lüdersdorfa. Vila byla postavena jako součást továrního areálu. Objekt je od roku 2006 chráněn jako kulturní památka. 

## Historie
Výstavbu vily zadal roku 1884 žatecký továrník a předseda zdejší německé evangelické obce Moritz Lüdersdorf jakožto zhotovení rodinného domu, přímo v areálu jeho kartounky. Návrh stavby vypracoval architekt Josef Petrovský, který zpracovával celý areál závodu zbudovaný v letech 1878 až 1889. Vila měla bohatě zdobený interiér. Lüdersdorfův závod se posléze stal největším výrobním provozem svého druhu v Rakousku-Uhersku a sám Lüdersdorf byl z jednou nejvýznamnějších osobností společenského života ve městě své doby.
Lüdersdorfova rodina žila v domě až do konce druhé světové války, následně pak byla v rámci odsunu Němců z Československa vyhoštěna a dům byl spolu s továrnou posléze znárodněn. 

## Architektura stavby
Vila je dvoupodlažní volně stojící budova s lomenou střechou. Nese bohatou novorenesanční štukovou výzdobu. Nachází se zde několik balkonů, střešní vyhlídková terasa a věž s jehlanovou střechou. První patro budovy pak nese dřevěný ornamentálně zdobený obklad a připomíná tak dřevostavby v horských oblastech Rakouska či Švýcarska. Součástí pozemku stavby byla rovněž zahrada s ohradním plotem.